# NGC 3615
NGC 3615 is een elliptisch sterrenstelsel in het sterrenbeeld Leeuw. Het hemelobject werd op 10 april 1785 ontdekt door de Duits-Britse astronoom William Herschel.

## Synoniemen
- UGC 6313
- MCG 4-27-12
- ZWG 126.21
- PGC 34535